# Mesochorus myrtilli
Mesochorus myrtilli là một loài tò vò trong họ Ichneumonidae.